# Mrzygłód (gmina w województwie rzeszowskim)
Mrzygłód – dawna gmina wiejska istniejąca w latach 1934–1939, 1941–1944 i 1945–1954 w woj. lwowskim, dystrykcie krakowskim, rzeszowskim (dzisiejsze woj. podkarpackie). Siedzibą władz gminy był Mrzygłód.

## Historia
Gmina zbiorowa Mrzygłód została utworzona 1 sierpnia 1934 roku w powiecie sanockim w woj. lwowskim z dotychczasowych jednostkowych gmin wiejskich: Dębna, Dobra Szlachecka, Dobra Rustykalna, Hłomcza, Hołuczków, Liszna, Łodzina, Międzybrodzie, Mrzygłód, Rakowa, Siemuszowa, Tyrawa Solna, Tyrawa Wołoska i Wola Krecowska. Gminy te przekształcono 17 września 1934 w gromady (sołectwa) gminy Mrzygłód.
Pod koniec lat 30. wójtem gminy był Michał Fedyczyński.
Po wybuchu II wojny światowej i agresji ZSRR na Polskę granica niemiecko-sowiecka przedzieliła powiat wzdłuż Sanu. Wschodnia część gminy została włączona do ZSRR, gdzie weszła w skład rejonu leskiego (w ZSRR gminy nie funkcjonowały, lecz sielsowiety). Mniejsza, lewobrzeżna część (z Mrzygłodem, Dębną, Hłomczą i Łodziną) została zajęta przez Niemców, wchodząc w skład Landkreis Sanok w dystrykcie krakowskim Generalnego Gubernatorstwa. Mimo że w granicach GG znalazł się sam Mrzygłód, gmina była zbyt mała (zostały przy niej tylko 4 z 14 gromad), przez co została zniesiona i włączona do gminy Sanok.
Rejon leski przestał istnieć wraz z wybuchem wojny niemiecko-radzieckiej 22 czerwca 1941. Jego tereny weszły w skład Landkreis Sanok dystryktu krakowskiego Generalnego Gubernatorstwa, w związku z czym reaktywowano gminę Mrzygłód w jej przedwojennych granicach.
Granicę na Sanie odtworzono 31 lipca 1944, po zajęciu tych terenów przez Armię Czerwoną, co spowodowało ponowne zniesienie gminy Mrzygłód. W marcu 1945, w wyniku wytyczenia granicy między ZSRR a Polską, prawie cały rejon leski wszedł w skład Polski. Gminę Mrzygłód odtworzono ponownie w jej przedwojennych granicach. Weszła w skład reaktywowanego powiatu sanockiego w utworzonym 18 sierpnia 1945 województwie. rzeszowskim.
15 października 1948 gromady Dobra Szlachecka i Dobra Rustykalna połączono w jedną gromadę o nazwie Dobra, tym samym zmniejszając liczbę gromad do 13: Dębna, Dobra, Hłomcza, Hołuczków, Liszna, Łodzina, Międzybrodzie, Mrzygłód, Rakowa, Siemuszowa, Tyrawa Solna, Tyrawa Wołoska i Wola Krecowska.
Gmina została zniesiona 29 września 1954 roku wraz z reformą wprowadzającą gromady w miejsce gmin. Jej obszar wszedł w skład nowych gromad: Mrzygłód, Olchowce, Trepcza i Tyrawa Wołoska.
Jednostki nie przywrócono 1 stycznia 1973 roku po reaktywowaniu gmin, a jej dawny obszar wszedł w skład gmin Sanok (Dębna, Dobra, Hłomcza, Liszna, Łodzina, Międzybrodzie, Mrzygłód i Tyrawa Solna) i Tyrawa Wołoska (Hołuczków, Rakowa, Siemuszowa, Tyrawa Wołoska i Wola Krecowska).